# Epophthalmia australis
Epophthalmia australis – gatunek ważki z rodziny Macromiidae. Znany wyłącznie ze starych stwierdzeń na Celebesie i w nieokreślonej lokalizacji na Molukach.